# زينة ماتقي
زينة ماتقي (27 أغسطس 1988 -)، ممثلة كويتية. بدأت مسيرتها الفنية عام 2011 بعد مشاركتها في مسلسل سيدة البيت مع الفنانة حياة الفهد واستمرت بالعمل الفني بعد ذلك.

## أعمالها

### من المسلسلات
- سيدة البيت.
- خوات دنيا.
- شارع 90.
- امرأة تبحث عن المغفرة.
- ماي عيني.
- غصن مكسور